# Lithacodia bitrigonophora
Lithacodia bitrigonophora là một loài bướm đêm trong họ Noctuidae.